# Liste der Lieder von Polarkreis 18
Dies ist eine Liste der Lieder der deutschen Pop, Synthie-Pop, Post-Rock, Indietronic und Musikgruppe Polarkreis 18.
Aufgelistet sind alle Lieder der Alben 	 Look (2005), Polarkreis 18 (2007), The Colour of Snow (2008) und Frei (2010). Des Weiteren befinden sich alle Non Album Tracks und Cover in dieser Liste.
Die Reihenfolge der Titel ist alphabetisch sortiert. Sie gibt Auskunft über die Urheber.

## #
| # | Titel  | Autoren       | Album              | Jahr |
| - | ------ | ------------- | ------------------ | ---- |
| 1 | 130/70 | Polarkreis 18 | The Colour of Snow | 2008 |

## A
| # | Titel                             | Autoren                                                                                  | Album              | Jahr |
| - | --------------------------------- | ---------------------------------------------------------------------------------------- | ------------------ | ---- |
| 1 | After All, He Was Sad             | Polarkreis 18                                                                            | Polarkreis 18      | 2007 |
| 2 | Allein Allein erschien als Single | Felix Räuber, Bernhard Silvester Wenzel, Philipp Makolies, Christian Grochau, Uwe Pasora | The Colour of Snow | 2008 |
| 3 | All That I Love                   | Polarkreis 18                                                                            | Frei               | 2010 |

## C
| # | Titel        | Autoren       | Album         | Jahr |
| - | ------------ | ------------- | ------------- | ---- |
| 1 | Chiropody    | Polarkreis 18 | Look          | 2005 |
| 2 | Comes Around | Polarkreis 18 | Look          | 2005 |
| 3 | Crystal Lake | Polarkreis 18 | Polarkreis 18 | 2007 |

## D
| # | Titel         | Autoren       | Album                      | Jahr |
| - | ------------- | ------------- | -------------------------- | ---- |
| 1 | Dark and Grey | Polarkreis 18 | Frei                       | 2010 |
| 2 | Deine Liebe   | Polarkreis 18 | Frei                       | 2010 |
| 3 | Divine        | Polarkreis 18 | Unendliche Sinfonie Single | 2010 |
| 4 | Dreamdancer   | Polarkreis 18 | Polarkreis 18              | 2007 |

## E
| # | Titel     | Autoren       | Album | Jahr |
| - | --------- | ------------- | ----- | ---- |
| 1 | Elegie    | Polarkreis 18 | Frei  | 2010 |
| 2 | Evergreen | Polarkreis 18 | Frei  | 2010 |

## F
| # | Titel | Autoren       | Album | Jahr |
| - | ----- | ------------- | ----- | ---- |
| 1 | Frei  | Polarkreis 18 | Frei  | 2010 |

## H
| # | Titel                              | Autoren       | Album              | Jahr |
| - | ---------------------------------- | ------------- | ------------------ | ---- |
| 1 | Happy Go Lucky erschien als Single | Polarkreis 18 | The Colour of Snow | 2008 |

## L
| # | Titel      | Autoren       | Album | Jahr |
| - | ---------- | ------------- | ----- | ---- |
| 1 | La Craiche | Polarkreis 18 | Look  | 2005 |
| 2 | Letting Go | Polarkreis 18 | Frei  | 2010 |
| 3 | Look       | Polarkreis 18 | Look  | 2005 |

## O
| # | Titel         | Autoren       | Album | Jahr |
| - | ------------- | ------------- | ----- | ---- |
| 1 | Operation Sun | Polarkreis 18 | Look  | 2005 |

## N
| # | Titel         | Autoren       | Album              | Jahr |
| - | ------------- | ------------- | ------------------ | ---- |
| 1 | Name On My ID | Polarkreis 18 | The Colour of Snow | 2008 |

## P
| # | Titel    | Autoren       | Album              | Jahr |
| - | -------- | ------------- | ------------------ | ---- |
| 1 | Poem     | Polarkreis 18 | Look               | 2005 |
| 2 | Prisoner | Polarkreis 18 | The Colour of Snow | 2008 |

## R
| # | Titel                 | Autoren       | Album              | Jahr |
| - | --------------------- | ------------- | ------------------ | ---- |
| 1 | Rainhouse             | Polarkreis 18 | The Colour of Snow | 2008 |
| 2 | River Loves the Ocean | Polarkreis 18 | The Colour of Snow | 2008 |

## S
| # | Titel               | Autoren       | Album         | Jahr |
| - | ------------------- | ------------- | ------------- | ---- |
| 1 | Sleep Rocket        | Polarkreis 18 | Frei          | 2010 |
| 2 | Small Space Between | Polarkreis 18 | Frei          | 2010 |
| 3 | Somedays, Sundays   | Polarkreis 18 | Look          | 2005 |
| 4 | Stellaris           | Polarkreis 18 | Polarkreis 18 | 2007 |
| 5 | Story About         | Polarkreis 18 | Look          | 2005 |

## T
| # | Titel                                  | Autoren       | Album              | Jahr |
| - | -------------------------------------- | ------------- | ------------------ | ---- |
| 1 | The Colour of Snow erschien als Single | Polarkreis 18 | The Colour of Snow | 2008 |
| 2 | Tourist                                | Polarkreis 18 | The Colour of Snow | 2008 |
| 3 | Two-Armed Headcrush                    | Polarkreis 18 | Look               | 2005 |

## U
| # | Titel                                   | Autoren       | Album              | Jahr |
| - | --------------------------------------- | ------------- | ------------------ | ---- |
| 1 | Under This Big Moon                     | Polarkreis 18 | Polarkreis 18      | 2007 |
| 1 | Unendliche Sinfonie erschien als Single | Polarkreis 18 | Frei               | 2010 |
| 2 | Untitled Picture                        | Polarkreis 18 | The Colour of Snow | 2008 |
| 3 | Ursa Major                              | Polarkreis 18 | Look               | 2005 |